# Картинг
Картинг е състезание с малки открити автомобили, състоящи се от рама, двигател и седалка. Използва се и за забавление на специално оборудвани малки картинг площадки с електрифицирани модели.
Тъй като скоростта на картовете не е много висока (съпоставима с другите моторни спортове), състезанията се провеждат върху писти, създадени специално за този вид спорт, с много завои и силно изразена динамика на движението и множество битки между пилотите.

## История
През 30-те години в САЩ сред младежите били много популярни състезанията с колички без двигател. Счита се че първите, решили да поставят двигател в тези колички и да ги модифицират, били военните летци в САЩ малко след Втората световна война. Те построили малки колички, поставили в тях мотоциклетен двигател и си организирали състезания на самолетна писта.
Тези състезания се провеждали в сравнително затворен кръг хора, докато през 1956 година Арт Ингълс, бивш пилот и механик в компанията „Къртис Крафт“, в Глендейл (фирма, която произвеждала състезателни автомобили), не решил да конструира сравнително прост модел, който нарекъл cart (количка).
В началото на 1957 година Бил Роулс, Дафи Ливингстън и Рой Десброу (на английски: Bill Rowles, Duffy Livingstone, Roy Desbrow) създават компанията Go-Kart Company, за производство на картинги. Бизнесът им започва много успешно, така че по-късно през годината закупуват терен от 5 акра, на който е построена първата писта за картинг състезания. По същото време Ингълс създава своя компания за производство на картове – Ingels-Borelli.
През 1958 г. английският бизнесмен Мики Флин поръчва на Go-Kart пет карта. През 1960 година във Великобритания вече има над 100 фирми, занимаващи се с производство на картове и тяхната окомплектовка. От февруари 1960 г. във Великобритания започва да се издава специализираното списание „Karting“.
Май 1960 г. ФИА официално признава картинга като вид моторен спорт. През 1962 г. е създадена „Международна комисия по картинг“ при ФИА (CIK FIA). През 1964 г. в Рим се провежда първият Световен шампионат по картинг с двигатели с обем 100 см³ (картингът става вторият моторен спорт, в който се провежда Световен шампионат, след Формула 1).
Благодарение на простия дизайн и сравнително ниската му цена (100 – 200 щ.д.) картингът придобива голяма популярност. През 1962 година обаче бумът в производството на картове завършва. Броят на фирмите, които произвеждат картове, намалява драстично. Картовете стават по-мощни, по-съвършени, а оттам и по-скъпи.
На мястото на рамата от обикновени водопроводни тръби, се появява рама от специални усилени тръби, произведени от високоякостни сплави. Повишението на мощността и по-високата скорост води до необходимостта да се мисли за по-голяма безопасност на пилотите. Както и в другите моторни спортове, тези изисквания стават причина за намаляването на производителите и оставането в бранша само на професионалисти.

## Конструкция

### Рамка
Основа на конструкцията е рамка (шаси) от стоманени тръби, заварени една за друга. Те трябва да са феромагнитни, тоест не могат да бъдат от титан, алуминий, карбон и други подобни.
Върху шасито са разположени седалката на пилота, кормилното управление и двигателя. В спортните картове двигателят обикновено е разположен вдясно на пилота, което от своя страна води до необходимостта от топлоизолация на дясната ръка на гащеризона и/или целия гръб на пилота.
Теглото на състезателния карт е около 70 – 80 килограма.
Най-популярните рами са на италианските производители CRG (най-популярната и успешна) Tony Kart, Birel, Intrepid, Maranello, също така и Swiss Hutless, P.D.B., Tecno и Sodi Kart.

### Агрегат
Силовата установка на карта е карбураторен бензинов двигател, с въздушно или водно охлаждане, двутактов или четиритактов.
- 2-тактов двигател – аналог на мотоциклетен двигател, но сглобяван и настройван от картинг специалисти. Производители са компании като: „IAME“, „Parilla“, „Comer“, „TM“, „Вортекс“ (Vortex) и „Rotax“. Тези двигатели развиват мощност от 16 к.с. до 35 к.с. за едноцилиндров двигател 100 см² и достига до 90 к.с. за двуцилиндровия с обем 250 см². По света най-популярната категория е с картове, снабдени със 100 см² двигател от така наречения вид „Touch-and-Go“, и 125 см² картове от същия вид. 100-кубиковите 2-цилиндрови двигатели развиват около 20 000 оборота/мин на пистата (във Формула 1 развиват също толкова) и над 30 000 на стенд. Почти всички съвременни модели са с водно охлаждане с принудителна циркулация, но преди време са доминирали тези с въздушно охлаждане.

- 4-тактов двигател – произвеждат се от фирми като „Briggs & Stratton“, „Tecumseh“, „Kohler“, „Robin“, „Хонда“ и ванкеловия Aixro. Обикновено са с мощност от 15 до 48 к.с., развиващи до 11 000 об/м и произвеждани специално за картинг.

Всички картинги имат ауспуси за намаляване на издавания шум и/или за увеличаване на мощността чрез предизвикване на резонанс при определени обороти на двигателя.

### Трансмисия
В картовете се срещат три вида трансмисия:
- в ниските класове (предимно за деца): предаването става посредством верижна предавка (или ремък) и венец. Такъв вид карт не може да стои на място с работещ двигател, а стартът е летящ;
- в средните класове има автоматичен центробежен съединител и верижна предавка. Двигателят може да работи при спрял карт, дори ако едновременно се подава газ и се натиска спирачка;
- в най-големите класове състезателни картове се поставя скоростна кутия и съединител. Предаването на движението към задната ос отново става с верижна предавка. В зависимости от класа са разрешени от две до шест предавки. Съединителят се управлява посредством лост, разположен отляво на волана, и се използва единствено при тръгване и спиране; лостът за превключване на предавките е разположен отдясно на волана. Скоростните кутии са последователни, което означава, че скоростите се сменят с 2-посочно движение – напред се включва на по-ниска скорост, а назад се включва на по-висока. Съвременните картове разполагат с електронно управляеми скоростни кутии, при които скоростите се сменят с бутони на волана.

Диференциалът е забранен. Задвижваща е само задната ос.

### Ходова част
Амортисьори в картовете няма, ролята им се изпълнява донякъде от гумите и рамата. Предните колела по правило са по-малки от задните по ширина. Има няколко вида гуми: сликове, гуми с шипове за сняг и гуми за дъжд.
Поради отсъствието на амортисьори, пистите трябва да бъдат идеално гладки и без бабуни, иначе би се получило подскачане, което може да доведе до загуба на контрол над карта.

### Кормилно управление
То е от най-прост вид: волан и кормилен прът, свързан с предните колела. Има около 45° завиване във всяка посока.
Други видове управление са забранени.

### Спирачна система
В зависимост от класа на картовете биват:
- механична, на задната ос;
- хидравлична на задната ос (в картове без скоростна кутия);
- хидравлична на задната ос и предните колела

Карбоновите дискове са забранени.

### Безопасност
Предната, задната броня и рамката защитават пилота и детайлите на карта при удари със съперници или в предпазните огради. Верижната предавка е облечена в „кожух“, непозволяващ на веригата да отлети при скъсване. Под краката на пилота е поставена ламарина, която да ги предпазва.